# Uruguay (Schiff)
Die Uruguay war ein ursprünglich als Korvette gebautes Segelschulschiff der Armada Argentina. Nach langjähriger Dienstzeit mit vielfältigen Aufgaben liegt sie heute als Museumsschiff an der Boca-Brücke im Hafen von Buenos Aires.

## Geschichte
Das Schiff lief 1874 bei Laird in Birkenhead (Großbritannien) als Korvette vom Stapel. Dabei wurde es auf den Namen Uruguay getauft, dies trotz der damaligen gelegentlichen Kriege zwischen Uruguay und Argentinien. Der Name bezog sich jedoch nicht auf das Nachbarland, sondern auf den Fluss Río Uruguay, der auch in Argentinien einer der größten Flüsse ist. Der Rumpf mit 46,40 m Gesamtlänge und 7,60 m Breite war in Kompositbauweise mit Holzbeplankung auf Eisenspanten gefertigt. Bei einem Tiefgang von 3,00 m verdrängte die Uruguay 513 ts. An ihren drei Masten trug sie insgesamt zehn Segel mit einer Gesamtfläche von 557 m². Später wurde die Takelung so geändert, dass eine Bark entstand.

### Nordenskjöld-Rettung
Im Jahre 1901 war die Schwedische Antarktisexpedition unter Otto Nordenskjöld zur Antarktischen Halbinsel aufgebrochen, um die dortigen geologischen Verhältnisse zu erforschen. Ein sechsköpfiges Team überwinterte auf Snow Hill Island. Als das Packeis das Schiff der Expedition, die Antarctic, zerdrückte, rettete sich dessen Mannschaft auf die Paulet-Insel. Die Uruguay wurde 1903 von der argentinischen Regierung ausgesandt, um die Forscher nach Buenos Aires zurückzubringen, was ihr auch gelang. Hierdurch wurde die Uruguay in der ganzen Welt ein Begriff.

### Folgezeit
Bis 1930 diente die Uruguay der argentinischen Marine als Vermessungsschiff. Nach der Streichung aus dem aktiven Dienst fand sie noch als Depotschiff Verwendung. Seit 1982 liegt die Uruguay als Museumsschiff fest vertäut an der Bocabrücke in Puerto Madero/Buenos Aires. Im Schiffsrumpf erinnert eine Sonderausstellung an die Nordenskjöld-Rettung im Eismeer.